# Олімпійська збірна Південної Кореї з футболу
Олімпійська збірна Південної Кореї з футболу (кор. 대한민국 U-23 축구_국가대표팀) — футбольна збірна, що представляє Південну Корею на міжнародних футбольних змаганнях. Відбір гравців враховує те, що всі футболісти мають бути у віці до 23 років, окрім трьох футболістів. Команда контролюється Корейською футбольною асоціацією.

## Історія
До початку 1990-х років на футбольному турнірі Олімпійських ігор від Азії виступали національні збірні, у такому статусі Південна Корея була представлена на олімпійських турнірах 1948, 1964 та 1988 років, посівши 5, 13 і 9 місця відповідно.
З 1992 року на турнірі стали брати участь команди до 23 років з лише трьома гравцями старше цього віку, тому була заснована окрема олімпійська збірна Південної Кореї. Ця збірна стала брати участь у всіх поспіль олімпійських футбольних турнірах починаючи з 1992 року. У змаганнях 2012 року команда здобула бронзові нагороди.
З 2002 року футбольний турнір Азійських ігор також перейшов на формат з національних збірних на олімпійські, завдяки чому олімпійська збірна Південної Кореї почала брати участь і в цьому турнірі, вигравши золоті нагороди у 2014 та 18 роках і бронзові у 2002 та 2010 роках.
З 2013 року почав розігруватись молодіжний чемпіонат Азії U-23, який став кваліфікацією до Олімпійських ігор і в якому стали брати участь олімпійські збірні, але без використання гравців старше 23 років. На цьому турнірі Південна Корея у 2020 році здобувала золоті нагороди, а 2016 — срібні.

## Статистика виступів

### Олімпійські ігри
| Футбол на Олімпійських іграх | Футбол на Олімпійських іграх          | Футбол на Олімпійських іграх          | Футбол на Олімпійських іграх          | Футбол на Олімпійських іграх          | Футбол на Олімпійських іграх          | Футбол на Олімпійських іграх          | Футбол на Олімпійських іграх          | Футбол на Олімпійських іграх          |                                       | Кваліфікація                   | Кваліфікація                   | Кваліфікація                   | Кваліфікація                   | Кваліфікація                   | Кваліфікація |
| Рік                          | Раунд                                 | Місце                                 | І                                     | В                                     | Н*                                    | П                                     | ГЗ                                    | ГП                                    | І                                     | В                              | Н*                             | П                              | ГЗ                             | ГП                             |              |
| ---------------------------- | ------------------------------------- | ------------------------------------- | ------------------------------------- | ------------------------------------- | ------------------------------------- | ------------------------------------- | ------------------------------------- | ------------------------------------- | ------------------------------------- | ------------------------------ | ------------------------------ | ------------------------------ | ------------------------------ | ------------------------------ | ------------ |
| 1948–1988                    | Див. Збірна Південної Кореї з футболу | Див. Збірна Південної Кореї з футболу | Див. Збірна Південної Кореї з футболу | Див. Збірна Південної Кореї з футболу | Див. Збірна Південної Кореї з футболу | Див. Збірна Південної Кореї з футболу | Див. Збірна Південної Кореї з футболу | Див. Збірна Південної Кореї з футболу | Див. Збірна Південної Кореї з футболу |                                |                                |                                |                                |                                |              |
| 1992                         | Груповий етап                         | 11                                    | 3                                     | 0                                     | 3                                     | 0                                     | 2                                     | 2                                     | 13                                    | 10                             | 2                              | 1                              | 36                             | 4                              |              |
| 1996                         | Груповий етап                         | 11                                    | 3                                     | 1                                     | 1                                     | 1                                     | 2                                     | 2                                     | 9                                     | 8                              | 1                              | 0                              | 25                             | 5                              |              |
| 2000                         | Груповий етап                         | 9                                     | 3                                     | 2                                     | 0                                     | 1                                     | 2                                     | 3                                     | 7                                     | 6                              | 1                              | 0                              | 24                             | 2                              |              |
| 2004                         | Чвертьфінал                           | 6                                     | 4                                     | 1                                     | 2                                     | 1                                     | 8                                     | 8                                     | 8                                     | 8                              | 0                              | 0                              | 12                             | 0                              |              |
| 2008                         | Груповий етап                         | 10                                    | 3                                     | 1                                     | 1                                     | 1                                     | 2                                     | 4                                     | 12                                    | 8                              | 3                              | 1                              | 14                             | 4                              |              |
| 2012                         | Бронзова медаль                       | 3                                     | 6                                     | 2                                     | 3                                     | 1                                     | 5                                     | 5                                     | 8                                     | 4                              | 4                              | 0                              | 12                             | 4                              |              |
| 2016                         | Чвертьфінал                           | 5                                     | 4                                     | 2                                     | 1                                     | 1                                     | 12                                    | 4                                     | Див. Молодіжний чемпіонат Азії        | Див. Молодіжний чемпіонат Азії | Див. Молодіжний чемпіонат Азії | Див. Молодіжний чемпіонат Азії | Див. Молодіжний чемпіонат Азії | Див. Молодіжний чемпіонат Азії |              |
| 2020                         | Чвертьфінал                           | 5                                     | 4                                     | 2                                     | 0                                     | 2                                     | 13                                    | 7                                     | Див. Молодіжний чемпіонат Азії        | Див. Молодіжний чемпіонат Азії | Див. Молодіжний чемпіонат Азії | Див. Молодіжний чемпіонат Азії | Див. Молодіжний чемпіонат Азії | Див. Молодіжний чемпіонат Азії |              |
| 2024                         |                                       |                                       |                                       |                                       |                                       |                                       |                                       |                                       | Див. Молодіжний чемпіонат Азії        | Див. Молодіжний чемпіонат Азії | Див. Молодіжний чемпіонат Азії | Див. Молодіжний чемпіонат Азії | Див. Молодіжний чемпіонат Азії | Див. Молодіжний чемпіонат Азії |              |
| 2028                         |                                       |                                       |                                       |                                       |                                       |                                       |                                       |                                       | Див. Молодіжний чемпіонат Азії        | Див. Молодіжний чемпіонат Азії | Див. Молодіжний чемпіонат Азії | Див. Молодіжний чемпіонат Азії | Див. Молодіжний чемпіонат Азії | Див. Молодіжний чемпіонат Азії |              |
| Всього                       |                                       | 8/8                                   | 30                                    | 11                                    | 11                                    | 8                                     | 45                                    | 35                                    | 57                                    | 44                             | 11                             | 2                              | 123                            | 19                             |              |

### Молодіжний чемпіонат Азії
| 2013   | 4 місце | 4   | 6  | 3  | 2 | 1 | 8  | 3  | 5  | 4  | 1 | 0 | 23 | 3 |
| 2016   | Фінал   | 2   | 6  | 4  | 1 | 1 | 14 | 6  | 3  | 3  | 0 | 0 | 12 | 0 |
| 2018   | 4 місце | 4   | 6  | 3  | 1 | 2 | 8  | 9  | 3  | 2  | 1 | 0 | 12 | 1 |
| 2020   | Чемпіон | 1   | 6  | 6  | 0 | 0 | 10 | 3  | 3  | 2  | 1 | 0 | 16 | 3 |
| Всього |         | 4/4 | 24 | 16 | 4 | 4 | 40 | 21 | 14 | 11 | 3 | 0 | 63 | 7 |

### Азійські ігри
| Футбол на Азійських іграх | Футбол на Азійських іграх             | Футбол на Азійських іграх             | Футбол на Азійських іграх             | Футбол на Азійських іграх             | Футбол на Азійських іграх             | Футбол на Азійських іграх             | Футбол на Азійських іграх             | Футбол на Азійських іграх             | Футбол на Азійських іграх             |
| Рік                       | Раунд                                 | Місце                                 | І                                     | В                                     | Н*                                    | П                                     | ГЗ                                    | ГП                                    |                                       |
| ------------------------- | ------------------------------------- | ------------------------------------- | ------------------------------------- | ------------------------------------- | ------------------------------------- | ------------------------------------- | ------------------------------------- | ------------------------------------- | ------------------------------------- |
| 1951–1998                 | Див. Збірна Південної Кореї з футболу | Див. Збірна Південної Кореї з футболу | Див. Збірна Південної Кореї з футболу | Див. Збірна Південної Кореї з футболу | Див. Збірна Південної Кореї з футболу | Див. Збірна Південної Кореї з футболу | Див. Збірна Південної Кореї з футболу | Див. Збірна Південної Кореї з футболу | Див. Збірна Південної Кореї з футболу |
| 2002                      | Бронзова медаль                       | 3                                     | 6                                     | 5                                     | 1                                     | 0                                     | 17                                    | 2                                     |                                       |
| 2006                      | 4 місце                               | 4                                     | 6                                     | 4                                     | 0                                     | 2                                     | 9                                     | 2                                     |                                       |
| 2010                      | Бронзова медаль                       | 3                                     | 7                                     | 5                                     | 0                                     | 2                                     | 17                                    | 6                                     |                                       |
| 2014                      | Золота медаль                         | 1                                     | 7                                     | 7                                     | 0                                     | 0                                     | 13                                    | 0                                     |                                       |
| 2018                      | Золота медаль                         | 1                                     | 7                                     | 6                                     | 0                                     | 1                                     | 19                                    | 7                                     |                                       |
| Всього                    |                                       | 5/5                                   | 33                                    | 27                                    | 1                                     | 5                                     | 75                                    | 17                                    |                                       |

## Головні тренери
| No.    | Тренер              | Роки      | І   | В   | Н* | П  | В%    |
| ------ | ------------------- | --------- | --- | --- | -- | -- | ----- |
| 1      | Кім Сам Рак         | 1991–1992 | 30  | 21  | 6  | 3  | 70,00 |
| 2      | Анатолій Бишовець   | 1994–1996 | 43  | 19  | 14 | 10 | 44,19 |
| 3      | Хо Джон Му          | 1998–2000 | 30  | 25  | 2  | 3  | 83,33 |
| 4      | Пак Хан Со          | 2002      | 9   | 7   | 2  | 0  | 77,78 |
| 5      | Кім Хо Кон          | 2003–2004 | 31  | 19  | 6  | 6  | 61,29 |
| 6      | Пім Вербек          | 2006–2007 | 15  | 10  | 2  | 3  | 66,67 |
| 7      | Пак Сун Хва         | 2007–2008 | 13  | 7   | 5  | 1  | 53,85 |
| 8      | Хон Мьон Бо         | 2009–2012 | 32  | 19  | 8  | 5  | 59,38 |
| 9      | Кім Тхе Йон (в. о.) | 2012      | 5   | 4   | 1  | 0  | 80,00 |
| 10     | Чон Чон Йон (в. о.) | 2012      | 2   | 1   | 0  | 1  | 50,00 |
| 11     | Лі Кван Йон         | 2013–2015 | 22  | 12  | 5  | 5  | 54,55 |
| 12     | Чой Мун Сік (в. о.) | 2015      | 3   | 2   | 1  | 0  | 66,67 |
| 13     | Сін Тхе Йон         | 2015–2016 | 30  | 18  | 9  | 3  | 60,00 |
| 14     | Чон Чон Йон (в. о.) | 2017      | 3   | 2   | 1  | 0  | 66,67 |
| 15     | Кім Бон Гіль        | 2017–2018 | 6   | 3   | 1  | 2  | 50,00 |
| 16     | Кім Хак Бум         | 2018–     | 25  | 18  | 4  | 3  | 72,00 |
| Всього | Всього              | Всього    | 299 | 187 | 67 | 45 | 62,54 |